# Hymenosphecia
Hymenosphecia is een geslacht van vlinders uit de familie wespvlinders (Sesiidae), onderfamilie Sesiinae.
Hymenosphecia is voor het eerst wetenschappelijk beschreven door Le Cerf in 1917. De typesoort is Hymenosphecia albomaculata.

## Soort
Hymenosphecia omvat de volgende soort:
- Hymenosphecia albomaculata Le Cerf, 1917